# Brana Ilić
Brana Ilić, cyr. Брана Илић (ur. 16 lutego 1985 w Golubinci) – serbski piłkarz występujący na pozycji napastnika w FK Inđija. Były zawodnik klubów: FK Zemun, FK Rad, FK Partizan, Vojvodiny Nowy Sad, FK Aktöbe, PAS Janina, Aris FC i Kisvárda FC.